# Bubble Witch Saga
Bubble Witch Saga est un jeu vidéo de puzzle développé et édité par King.com, sorti en 2012 sur iOS, Android et navigateur. Il a connu deux suites.

## Système de jeu
Le joueur doit éclater les groupes de bulles en envoyant sur l'un d'eux une bulle de même couleur ; il faut un minimum de trois bulles groupées pour qu'elles éclatent. Avant chaque niveau, il faut atteindre un certain objectif. Il y a 30 coups si le joueur arrive à garder quelques bulles à la fin du niveau. les bulles restantes lui feront augmenter son score en fonction du niveau.
Le jeu a été retiré des stores Google Play et de L’App Store.

## Accueil
- Pocket Gamer : 3,5/5[1]